# Bóng chuyền tại Đại hội Thể thao châu Á 1998
Cuộc thi bóng chuyền được tổ chức cho nam và nữ tại Đại hội Thể thao châu Á 1998 ở Bangkok, Thái Lan.

## Huy chương giành được

### Trong nhà
| Nội dung | Vàng       | Bạc      | Đồng              |
| -------- | ---------- | -------- | ----------------- |
| Nam      | Trung Quốc | Hàn Quốc | Đài Bắc Trung Hoa |
| Nữ       | Trung Quốc | Hàn Quốc | Nhật Bản          |

## Bảng huy chương
| 1  | Trung Quốc        | 2 | 0 | 0 | 2 |
| 2  | Hàn Quốc          | 0 | 2 | 0 | 2 |
| 3= | Nhật Bản          | 0 | 0 | 1 | 1 |
| 3= | Đài Bắc Trung Hoa | 0 | 0 | 1 | 1 |